# Saint-Léger-lès-Authie
Pour les articles homonymes, voir Saint-Léger et Authie.
Saint-Léger-lès-Authie est une commune française située dans le département de la Somme, en région Hauts-de-France.

## Géographie

### Localisation

#### Communes limitrophes
Saint-Léger se situe en vallée d'Authie, à peu près à égale distance d'Authie et de Couin (environ 2 km), à une trentaine de kilomètres au nord-est d'Amiens.

### Hydrographie

#### Réseau hydrographique
La commune est située dans le bassin Artois-Picardie. Elle est drainée par l'Authie.
L'Authie, d'une longueur de 108 km, prend sa source dans la commune de Coigneux et se jette  dans la Manche, son embouchure formant une vaste baie, comprise entre Fort-Mahon-Plage et Berck, typique des estuaires picards.

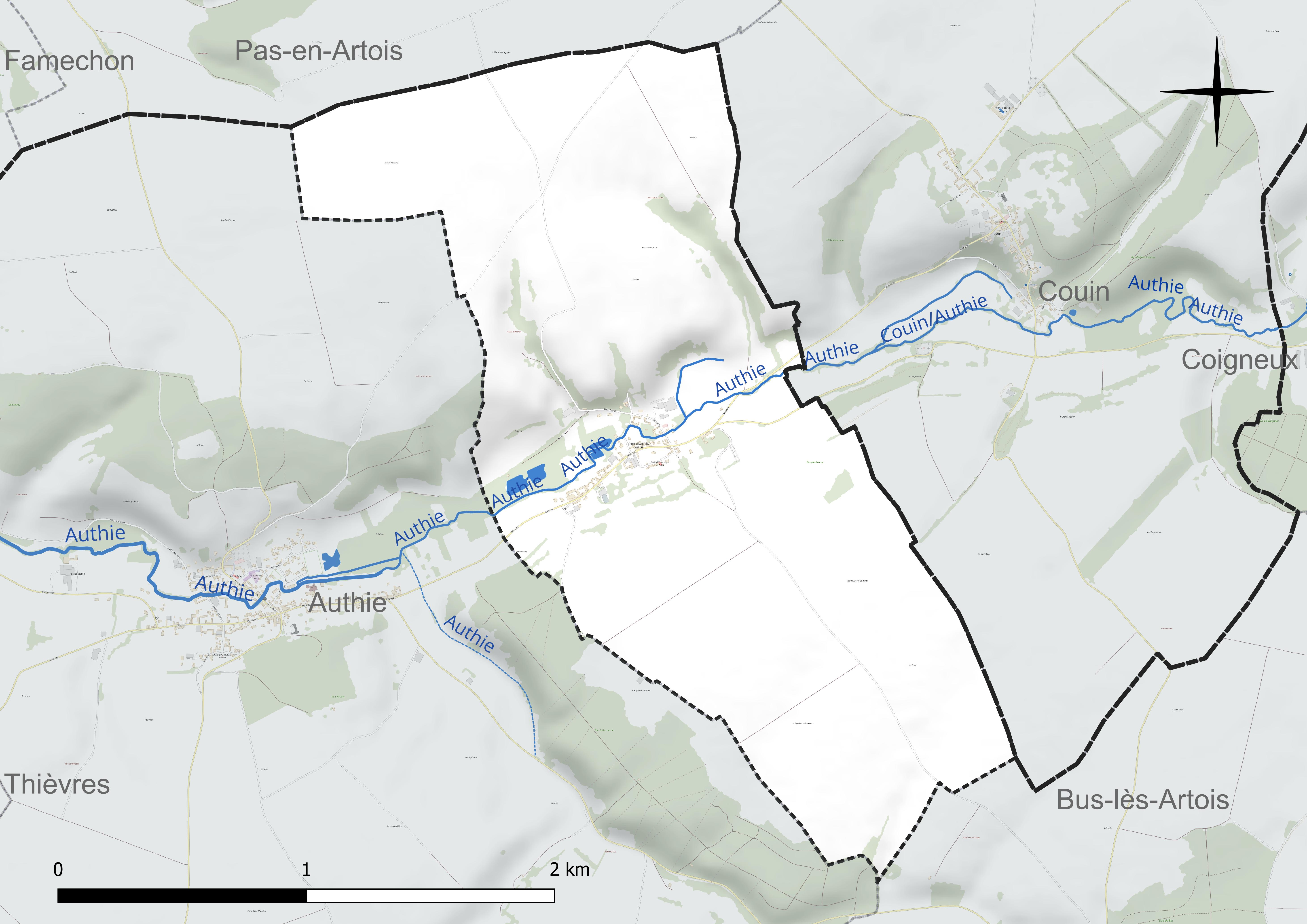
Réseau hydrographique de Saint-Léger-lès-Authie.

#### Gestion et qualité des eaux
Le territoire communal est couvert par le schéma d'aménagement et de gestion des eaux (SAGE) « Authie ». Ce document de planification concerne un territoire de 1 253 km2 de superficie, délimité par le bassin versant de l'Authie. Le périmètre a été arrêté le 5 août 1999 et le SAGE proprement dit est, en 2024, en cours d'élaboration. La structure porteuse de l'élaboration et de la mise en œuvre est le syndicat mixte Canche Et Authie.
La qualité des cours d'eau peut être consultée sur un site dédié géré par les agences de l'eau et l'Agence française pour la biodiversité.

### Climat
Pour des articles plus généraux, voir Climat des Hauts-de-France et Climat de la Somme.
En 2010, le climat de la commune est de type climat océanique dégradé des plaines du Centre et du Nord, selon une étude du CNRS s'appuyant sur une série de données couvrant la période 1971-2000. En 2020, Météo-France publie une typologie des climats de la France métropolitaine dans laquelle la commune est exposée à un climat océanique et est dans la région climatique Nord-est du bassin Parisien, caractérisée par un ensoleillement médiocre, une pluviométrie moyenne régulièrement répartie au cours de l'année et un hiver froid (3 °C).
Pour la période 1971-2000, la température annuelle moyenne est de 10,1 °C, avec une amplitude thermique annuelle de 14,4 °C. Le cumul annuel moyen de précipitations est de 806 mm, avec 12,6 jours de précipitations en janvier et 9,1 jours en juillet. Pour la période 1991-2020, la température moyenne annuelle observée sur la station météorologique la plus proche, située sur la commune de Saulty à 10 km à vol d'oiseau, est de 10,4 °C et le cumul annuel moyen de précipitations est de 899,7 mm,. Pour l'avenir, les paramètres climatiques de la commune estimés pour 2050 selon différents scénarios d'émission de gaz à effet de serre sont consultables sur un site dédié publié par Météo-France en novembre 2022.

## Urbanisme

### Typologie
Au 1er janvier 2024, Saint-Léger-lès-Authie est catégorisée commune rurale à habitat dispersé, selon la nouvelle grille communale de densité à sept niveaux définie par l'Insee en 2022.
Elle est située hors unité urbaine. Par ailleurs la commune fait partie de l'aire d'attraction d'Amiens, dont elle est une commune de la couronne,. Cette aire, qui regroupe 369 communes, est catégorisée dans les aires de 200 000 à moins de 700 000 habitants,.

### Occupation des sols
L'occupation des sols de la commune, telle qu'elle ressort de la base de données européenne d'occupation biophysique des sols Corine Land Cover (CLC), est marquée par l'importance des territoires agricoles (100 % en 2018), une proportion identique à celle de 1990 (100 %). La répartition détaillée en 2018 est la suivante : 
terres arables (77,6 %), prairies (11,6 %), zones agricoles hétérogènes (10,8 %). L'évolution de l'occupation des sols de la commune et de ses infrastructures peut être observée sur les différentes représentations cartographiques du territoire : la carte de Cassini (XVIIIe siècle), la carte d'état-major (1820-1866) et les cartes ou photos aériennes de l'IGN pour la période actuelle (1950 à aujourd'hui).

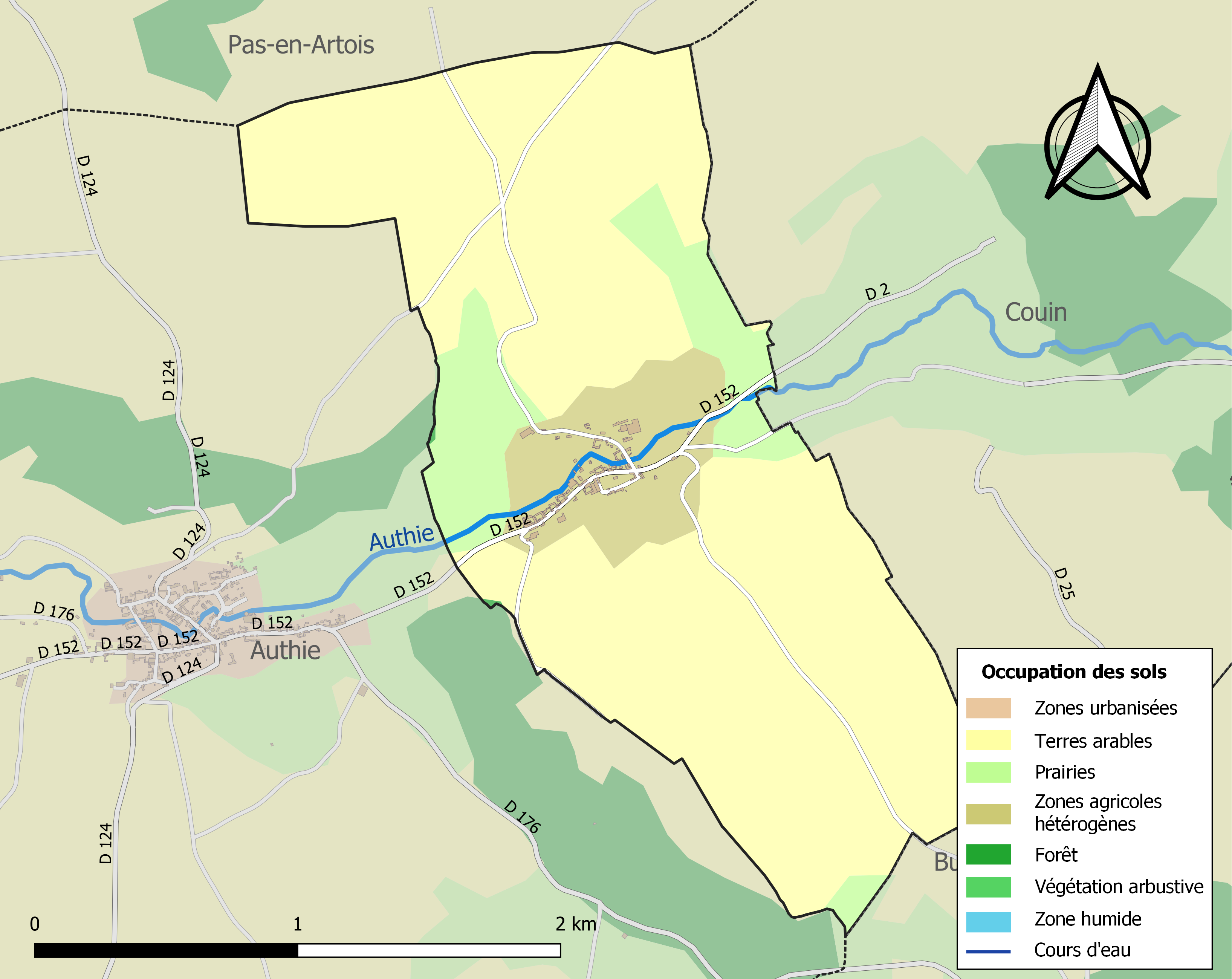
Carte des infrastructures et de l'occupation des sols de la commune en 2018 (CLC).

## Toponymie
Le nom de la localité est attesté sous les formes S. Ligier (1282) ; S. Leodegarius (1285) ; Saint Leger (1507) ; S. Legier (1579) ; S. Leger-les-Authie (1753) ; S. Léger-les-Authies (1857-62).
Saint-Léger est un hagiotoponyme qui fait référence à Léger d'Autun ou Léodegard (en latin Leodegarius) né vers 616 et mort en 678 ou 679 dans la région de Doullens en Picardie dont il fut l'évêque. L'église de la commune lui est dévouée.
La préposition « lès » permet de signifier la proximité d'un lieu géographique par rapport à un autre lieu. En règle générale, il s'agit d'une localité qui tient à se situer par rapport à une ville voisine plus grande. La commune de Saint-Léger indique qu'elle se situe près de Authie.

## Histoire
Par arrêté préfectoral du 27 décembre 2016, la commune est détachée le 1er janvier 2017 de l'arrondissement d'Amiens pour intégrer l'arrondissement de Péronne.

## Politique et administration
| Période                                  | Période                  | Identité          | Étiquette | Qualité                         |
| ---------------------------------------- | ------------------------ | ----------------- | --------- | ------------------------------- |
| Les données manquantes sont à compléter. |                          |                   |           |                                 |
|                                          |                          | Maurice Josse     |           |                                 |
| mars 2001                                | En cours (au 6 mai 2014) | Jean-Marie Guenez |           | Réélu pour le mandat 2020-2026, |

## Population et société

### Démographie
L'évolution du nombre d'habitants est connue à travers les recensements de la population effectués dans la commune depuis 1793. Pour les communes de moins de 10 000 habitants, une enquête de recensement portant sur toute la population est réalisée tous les cinq ans, les populations de référence des années intermédiaires étant quant à elles estimées par interpolation ou extrapolation. Pour la commune, le premier recensement exhaustif entrant dans le cadre du nouveau dispositif a été réalisé en 2004.

En 2022, la commune comptait 73 habitants, en évolution de −21,51 % par rapport à 2016 (Somme : −1,26 %, France hors Mayotte : +2,11 %).
| 1793 | 1800 | 1806 | 1821 | 1831 | 1836 | 1841 | 1846 | 1851 |
| ---- | ---- | ---- | ---- | ---- | ---- | ---- | ---- | ---- |
| 258  | 242  | 248  | 255  | 280  | 262  | 267  | 250  | 266  |

| 1856 | 1861 | 1866 | 1872 | 1876 | 1881 | 1886 | 1891 | 1896 |
| ---- | ---- | ---- | ---- | ---- | ---- | ---- | ---- | ---- |
| 284  | 261  | 251  | 250  | 236  | 187  | 162  | 159  | 167  |

| 1901 | 1906 | 1911 | 1921 | 1926 | 1931 | 1936 | 1946 | 1954 |
| ---- | ---- | ---- | ---- | ---- | ---- | ---- | ---- | ---- |
| 147  | 139  | 116  | 117  | 125  | 107  | 108  | 113  | 127  |

| 1962 | 1968 | 1975 | 1982 | 1990 | 1999 | 2004 | 2006 | 2009 |
| ---- | ---- | ---- | ---- | ---- | ---- | ---- | ---- | ---- |
| 113  | 102  | 88   | 82   | 92   | 98   | 95   | 90   | 90   |

| 2014 | 2019 | 2022 | - | - | - | - | - | - |
| ---- | ---- | ---- | - | - | - | - | - | - |
| 92   | 82   | 73   | - | - | - | - | - | - |

### Enseignement
La commune adhère au S.I.SCO (syndicat intercommunal scolaire) des sources de l'Authie qui regroupe les communes de Authie, Bus-lès-Artois, Coigneux, Louvencourt, Saint-Léger-lès-Authie, Thièvres, Vauchelles-lès-Authie.

## Économie
L'économie locale repose essentiellement sur l'agriculture. Les exploitants locaux tentent la diversification et un producteur de spiruline, un complément alimentaire, est le seul en France à utiliser la paille pour chauffer ses bassins.

## Culture locale et patrimoine

### Lieux et monuments
- Église Saint-Léger. Proche du fleuve, en pierre provenant de la commune, ce vaisseau régulier se termine par un chœur à six pans[26].
- Oratoire à la Vierge, de 1969. Édifié par l'abbé de Grave, curé de Gouin[26].

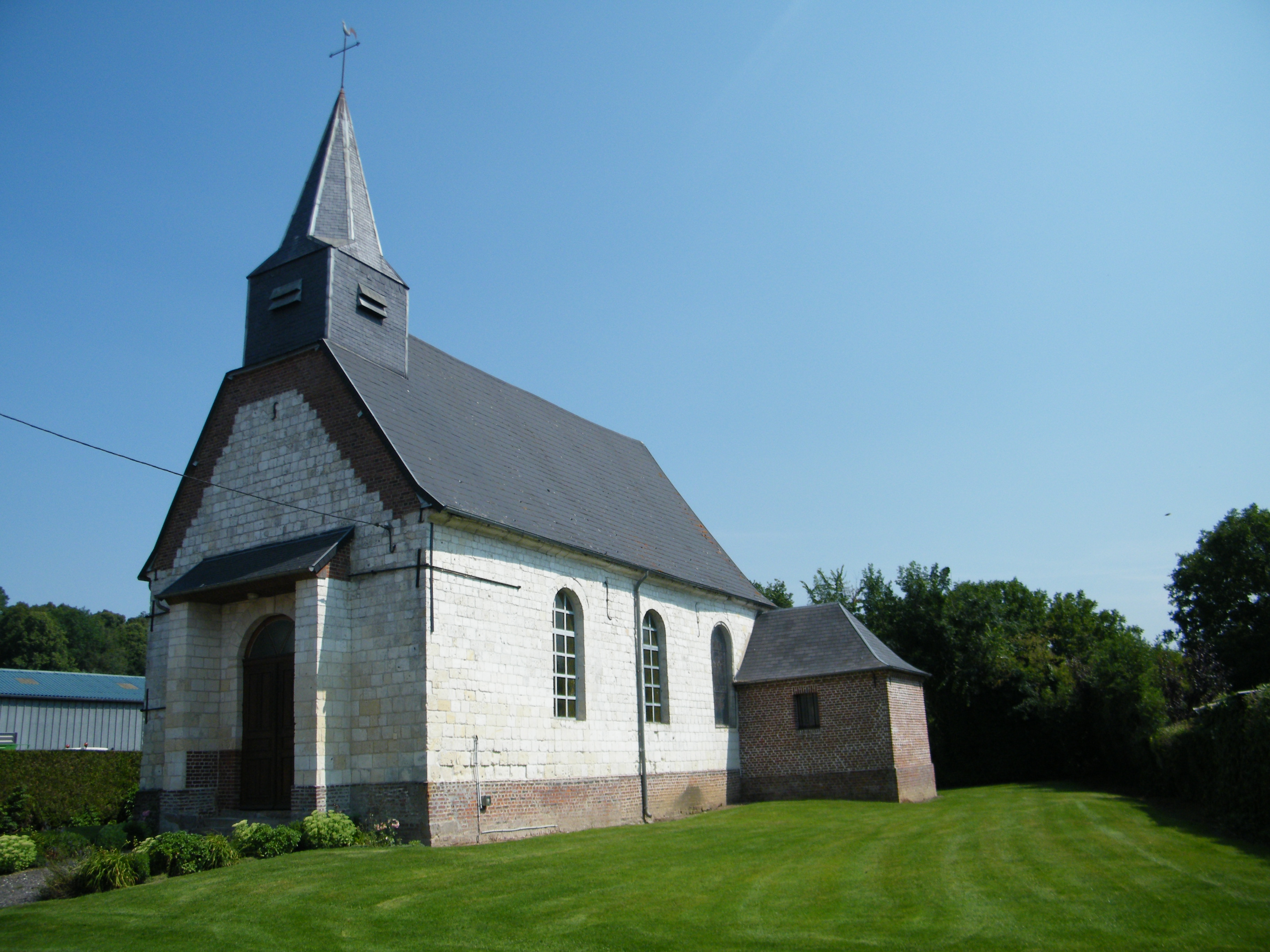
Saint-Léger.
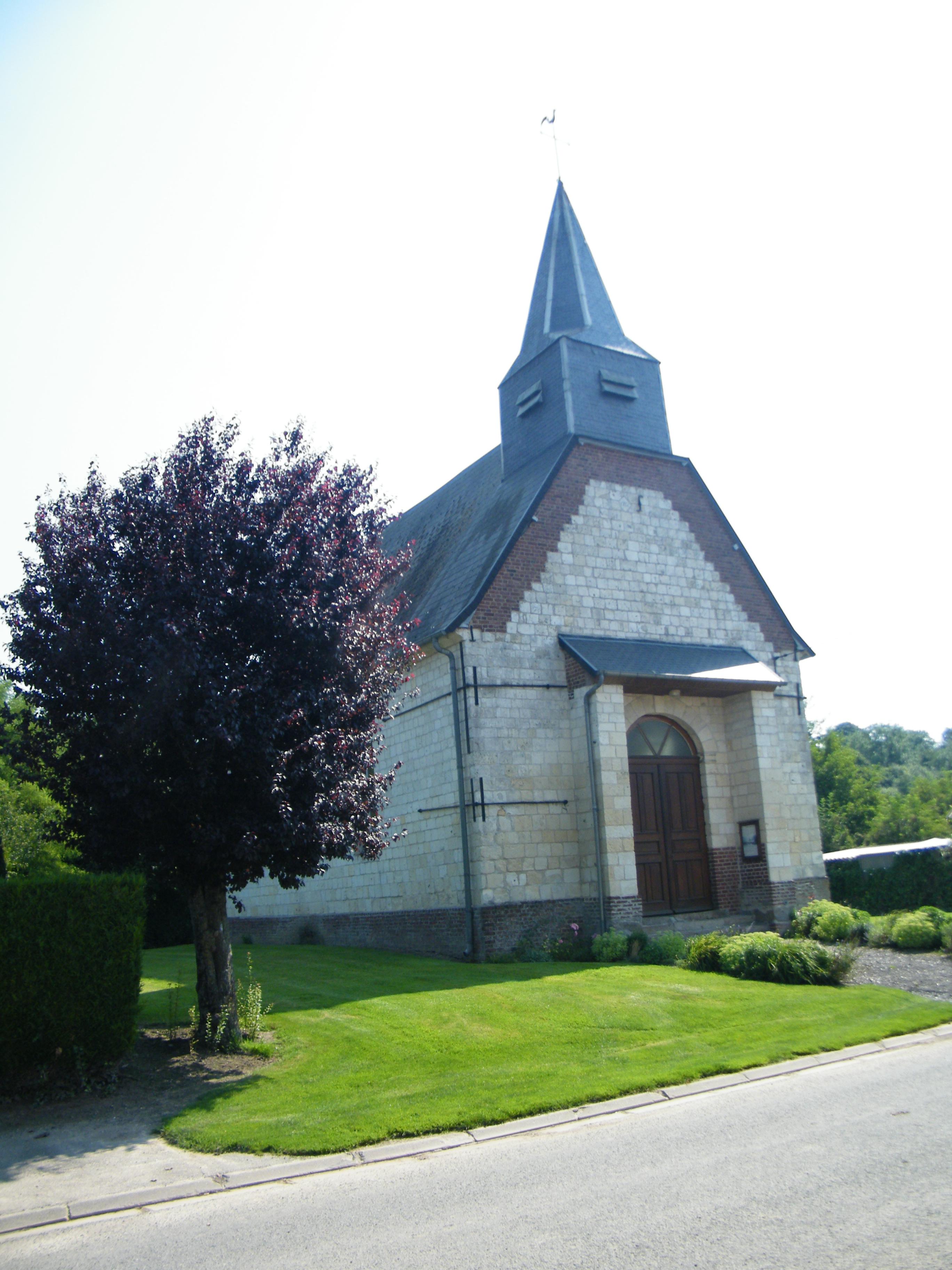
Clocher.
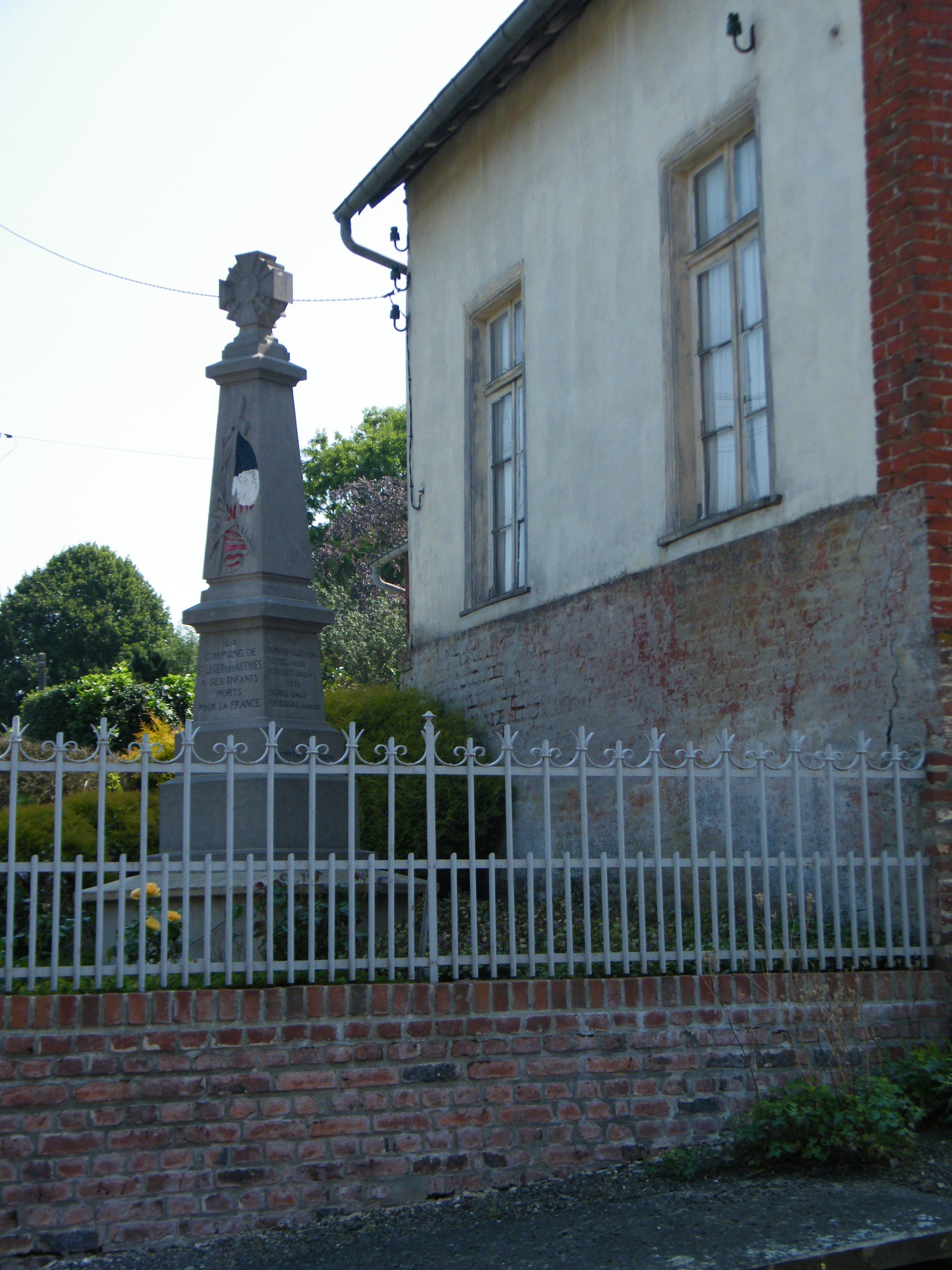
Monument aux morts.
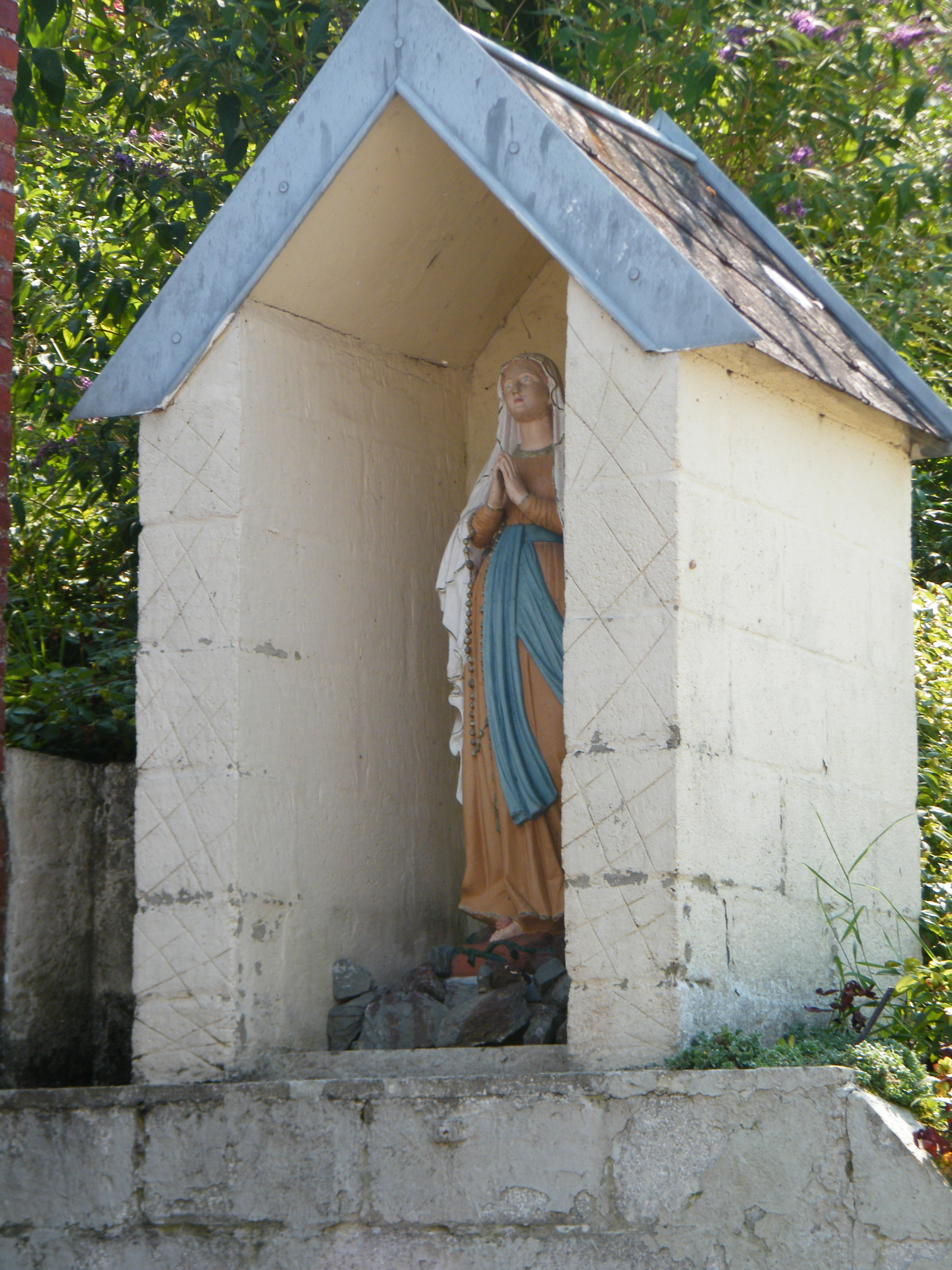
Oratoire à la Vierge.

### Héraldique
|  | Les armes de la commune se blasonnent ainsi : parti émanché de quatre plus une demie pièces d'argent et d'une demie plus quatre pièces de gueules. |